# 阿尔皮纳 (密歇根州)
阿尔皮纳（英語：Alpena）位于美国密西根州中部，是阿尔皮纳县的县治。根据2020年美國人口普查，共有10,197人。